# 2003年の文学
2003年の文学（2003ねんのぶんがく）は、2003年（平成15年）の文学についてまとめた記事である。

## できごと
- 1月16日 - 第128回芥川龍之介賞・直木三十五賞（2002年下半期）の選考委員会開催。直木賞は「受賞作なし」。この結果に落胆した出版社の従業員、書店員らは翌年、「本屋大賞」を立ち上げることになる[1]。
- 4月10日 - 「新潮新書」が新潮社より創刊。同日、養老孟司の『バカの壁』が発売された。同書はトーハン発表の「2003年年間ベストセラー」総合1位と「2004年年間ベストセラー」総合3位を記録した[2][3]。

## 賞

### 芥川賞・直木賞
第128回（2002年下半期）
- 芥川賞 - 大道珠貴『しょっぱいドライブ』
- 直木賞 - 該当作なし

第129回（2003年上半期）
- 芥川賞 - 吉村萬壱『ハリガネムシ』
- 直木賞 - 石田衣良『4TEEN フォーティーン』、村山由佳『星々の舟』

### その他の賞
- 谷崎潤一郎賞（第39回） - 多和田葉子 『容疑者の夜行列車』
- 泉鏡花文学賞（第31回） - 丸谷才一『輝く日の宮』、桐野夏生『グロテスク』
- 野間文芸新人賞（第25回） - 島本理生『リトル・バイ・リトル』、星野智幸『ファンタジスタ』
- 小林秀雄賞（第2回） - 岩井克人『会社はこれからどうなるのか』、吉本隆明『夏目漱石を読む』

## 2003年の本

### 小説
- 阿部和重 『シンセミア』（朝日新聞社）
- 伊坂幸太郎 『重力ピエロ』（毎日新聞社）、『アヒルと鴨のコインロッカー』（東京創元社）
- 歌野晶午 『葉桜の季節に君を想うということ』（文藝春秋）
- 小川洋子 『博士の愛した数式』（新潮社）
- 角田光代 『愛がなんだ』（メディアファクトリー）
- 鹿島田真希 『一人の哀しみは世界の終わりに匹敵する』（河出書房新社）
- 金原ひとみ 『蛇にピアス』（集英社）
- 小池真理子 『瑠璃の海』（集英社）
- 島本理生 『リトル・バイ・リトル』（講談社）
- 笙野頼子 『水晶内制度』（新潮社）
- 谷川流 『涼宮ハルヒの憂鬱』（角川書店）
- 谷川流 『涼宮ハルヒの溜息』（角川書店）
- 谷川流 『涼宮ハルヒの退屈』（角川書店）
- 中村文則 『銃』（新潮社）
- 村山由佳 『星々の舟』（文藝春秋）
- 森絵都 『永遠の出口』（集英社）
- 矢作俊彦 『ららら科學の子』（文藝春秋）
- 綿矢りさ 『蹴りたい背中』（河出書房新社）
- J・D・サリンジャー、村上春樹訳 『キャッチャー・イン・ザ・ライ』（白水社）

### その他
- 内田樹 『映画の構造分析』（晶文社）
- 佐野洋子 『神も仏もありませぬ』（筑摩書房）
- 三島由紀夫（編者：山内由紀夫）『三島由紀夫 ロゴスと美神』（兵陽舎）
- 三島由紀夫 『師・清水文雄への手紙』（新潮社）
- 宮西達也 『おまえ うまそうだな』（ポプラ社）
- 村上春樹 『少年カフカ』（新潮社）
- 村上春樹・柴田元幸 『翻訳夜話2 サリンジャー戦記』（文春新書）
- 養老孟司 『バカの壁』（新潮新書）
- 令丈ヒロ子 『若おかみは小学生!』（講談社）

## 死去

### 1月 - 3月
- 1月3日 - モニック・ウィティッグ、フランスの作家。67歳没。
- 1月10日 - 泉三太郎、日本のロシア文学者。76歳没。
- 1月16日 - 榎本滋民、東京府出身の劇作家。72歳没[4]。
- 1月18日 - ギャビン・ライアル、イギリスの小説家。70歳没。
- 1月24日 - 上村勝彦、東京市出身の古代インド文学研究者。58歳没。
- 2月20日 - モーリス・ブランショ、フランスの哲学者。95歳没。
- 3月2日 - 生島治郎、日本の小説家。70歳没。
- 3月4日 - セバスチアン・ジャプリゾ、フランスの小説家・脚本家。71歳没。
- 3月7日 - 黒岩重吾、大阪市出身の小説家。79歳没。

### 4月 - 6月
- 4月24日 - 三枝和子、兵庫県出身の小説家。74歳没。
- 6月24日 - 小島貞二、愛知県出身の著作家。84歳没。
- 6月28日 - 岸田理生、長野県出身の劇作家。57歳没。

### 7月 - 9月
- 7月26日 - ハロルド・C・ショーンバーグ、米国の音楽評論家・ジャーナリスト。87歳没。
- 9月21日 - 小此木啓吾、日本の医学者・精神科医。『モラトリアム人間の時代』などの著書がある。73歳没。
- 9月25日 - エドワード・サイード、パレスチナ系アメリカ人の文学研究者・批評家。67歳没。

### 10月 - 12月
- 10月3日 - ウィリアム・スタイグ、米国の漫画家・児童文学作家。95歳没。
- 10月13日 - 水芦光子、石川県出身の詩人・小説家。89歳没。
- 11月27日 - 都筑道夫、東京市出身の小説家。74歳没。
- 12月9日 - アレクサンドル・ゴルボフスキー、ソビエト連邦出身の作家。73歳没。